# Хоронгвиця
Хоронгвиця (пол. Chorągwica) — село в Польщі, у гміні Величка Велицького повіту Малопольського воєводства.
Населення — 943 особи (2011).

## Демографія
Демографічна структура станом на 31 березня 2011 року:
|          | Загалом | Допрацездатний вік | Працездатний вік | Постпрацездатний вік |
| -------- | ------- | ------------------ | ---------------- | -------------------- |
| Чоловіки | 461     | 101                | 332              | 28                   |
| Жінки    | 482     | 102                | 283              | 97                   |
| Разом    | 943     | 203                | 615              | 125                  |